# Incidente della polvere
L'incidente della polvere fu un contrasto tra il governatore reale della colonia della Virginia John Murray e la milizia guidata da Patrick Henry durante le fasi iniziali della guerra d'indipendenza americana. Il 20 aprile 1775, un giorno dopo la battaglia di Lexington e Concord, Murray ordinò la rimozione della polvere da sparo del deposito di Williamsburg per trasportarla su una nave della Royal Navy.
L'atto scatenò il malcontento delle forze locali e alcune compagnie miliziane sparse per la colonia iniziarono a radunarsi. Patrick Henry era a capo di una piccola milizia che marciò verso Williamsburg per richiedere con la forza la restituzione della polvere da sparo alla colonia. La faccenda fu risolta senza ricorrere alle armi quando Henry fu risarcito con la somma di 330 dollari. Murray, temendo per la propria incolumità, si ritirò successivamente su una nave e col tempo perse il controllo della colonia.

## Antefatti
Le tensioni militari cominciarono a crescere nelle Tredici colonie durante il 1774, quando una serie di atti legislativi del parlamento britannico, chiamati "leggi intollerabili", vennero applicati nei possedimenti americani. Le colonie, in solidarietà con la Provincia della Massachusetts Bay, punita per gli eventi del Boston Tea Party, organizzarono un convegno nel settembre del 1774, il Primo congresso continentale. Durante il convegno giunse la notizia (che sarebbe stata chiamata in futuro "Powder Alarm") dell'insurrezione di una milizia nel Massachusetts. Agli inizi di settembre il generale Thomas Gage, governatore del Massachusetts, si impadronì della polvere da sparo del deposito di Charlestown (in una località oggi facente parte di Somerville) e milizie provenienti da tutta la Nuova Inghilterra raggiunsero la città dopo la diffusione di false voci secondo cui c'erano stati atti di violenza. Una delle conseguenze di questo avvenimento fu la richiesta del Congresso alle colonie di organizzare delle compagnie miliziane per la loro difesa; un'altra fu il consiglio da parte del Segretario di Stato per le colonie William Legge ai governatori coloniali di proteggere le proprie forniture militari. Legge, inoltre, vietò l'importazione di ulteriori scorte di polvere da sparo.
All'inizio del 1775 i virginiani iniziarono ad organizzare delle compagnie miliziane e a cercare equipaggiamenti militari per armarle. Il governatore della Virginia John Murray si rese conto dei crescenti disordini nella colonia e tentò di privare le milizie virginiane di questi rifornimenti. Sebbene le truppe della British Army si fossero ritirate dalla Virginia a seguito del Powder Alarm, molte navi della Royal Navy erano ancora presenti nelle acque della baia di Chesapeake. Il 19 aprile Murray fece trasferire in segreto una compagnia di marinai britannici a Williamsburg e li fece acquartierare nel palazzo del governatore. Successivamente ordinò al comandante della HMS Magdalen, Henry Collins, di appropriarsi della polvere da sparo del deposito di Williamsburg.

## Rimozione della polvere da sparo

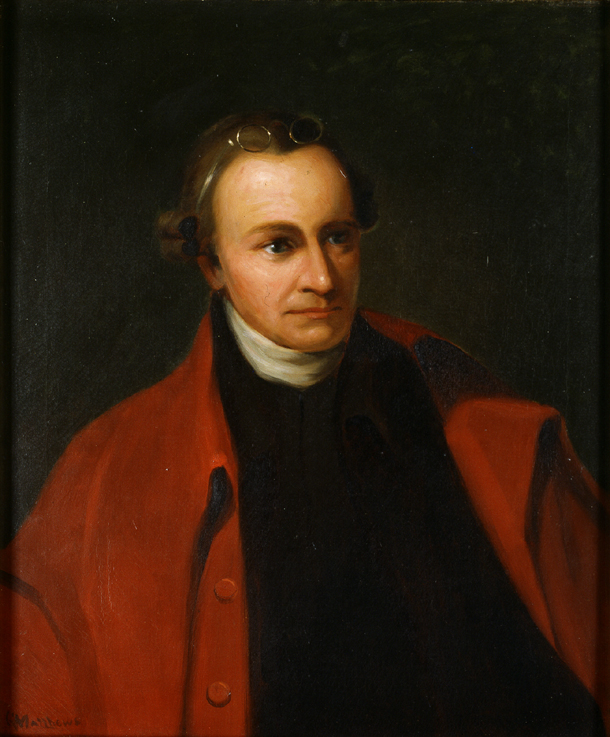
Patrick Henry, dipinto di Bagby Matthews realizzato secondo un originale di Thomas Sully, 1891 circa

La notte del 20 aprile dei marinai della Royal Navy si recarono al deposito di polvere da sparo di Williamsburg, caricarono quindici mezzi barilotti di polvere sul carro del governatore e li trasportarono all'estremità orientale della Quarterpath Road per caricarli a bordo della HMS Magdalen nel fiume James. Gli abitanti del luogo colsero in flagrante i marinai e diedero l'allarme. La milizia locale si recò sul posto e alcuni cavalieri diffusero la notizia nella colonia. Murray per precauzione armò i suoi servitori con dei moschetti e furono solo le parole dei leader dei patrioti (assieme a quelle del presidente della House of Burgesses, Peyton Randolph) a impedire che una folla assalisse il palazzo del governatore. Il consiglio cittadino richiese la restituzione della polvere, sostenendo che fosse di proprietà della colonia e non della Corona britannica. Murray rispose che la polvere era stata spostata per evitare che fosse sequestrata durante una possibile rivolta degli schiavi di cui si vociferava, e che l'avrebbe in seguito restituita. La risposta fu soddisfacente per la folla, che si disperse pacificamente.
Ciò nonostante, il malcontento persistette a Williamsburg e iniziò a diffondersi. Dopo che i leader dei patrioti ebbero convinto un'altra folla a disperdersi, Murray reagì furiosamente, minacciando il 22 aprile che, se fosse stato attaccato, avrebbe «dato la libertà agli schiavi e ridotto la città di Williamsburg in cenere». Disse inoltre ad un aldermanno della città che «aveva già combattuto contro i virginiani, e che avrebbe dimostrato loro che sarebbe stato capace di farlo».

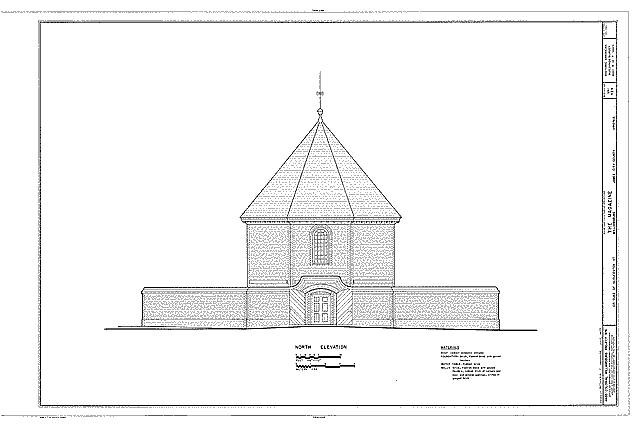
Disegno del deposito di Williasmburg

Il 29 aprile la milizia che si stava mobilitando nelle zone circostanti venne a sapere della battaglia di Lexington e Concord. Circa 700 uomini si radunarono a Fredericksburg e decisero di inviare un messaggero a Williamsburg per valutare la situazione prima di marciare sulla capitale. Peyton Randolph si dichiarò contrario alla violenza e George Washington, da lungo tempo alla guida della milizia virginiana, fu d'accordo. A seguito dei loro consigli, la milizia radunatasi a Fredericksburg non avanzò, dopo che una maggioranza esigua ebbe votato contro questa decisione. Tuttavia, milizie provenienti da altre parti della colonia, come quella della contea di Hanover guidata da Patrick Henry, che votò il 2 maggio, marciarono comunque verso Williamsburg. Henry inviò un manipolo di uomini verso l'abitazione di Richard Corbin, vice esattore delle entrate reali in Virginia, nel tentativo di forzarlo a pagare la polvere con il denaro della Corona in suo possesso. Il resto della milizia della contea (circa 150 uomini) marciò verso Williamsburg e arrivò il 3 maggio fino a 24 kilometri dalla città. Quel giorno la famiglia di Murray lasciò la città per spostarsi a Porto Bello, residenza di caccia del governatore sullo York, e successivamente da lì alla HMS Fowey, ancorata nel fiume.

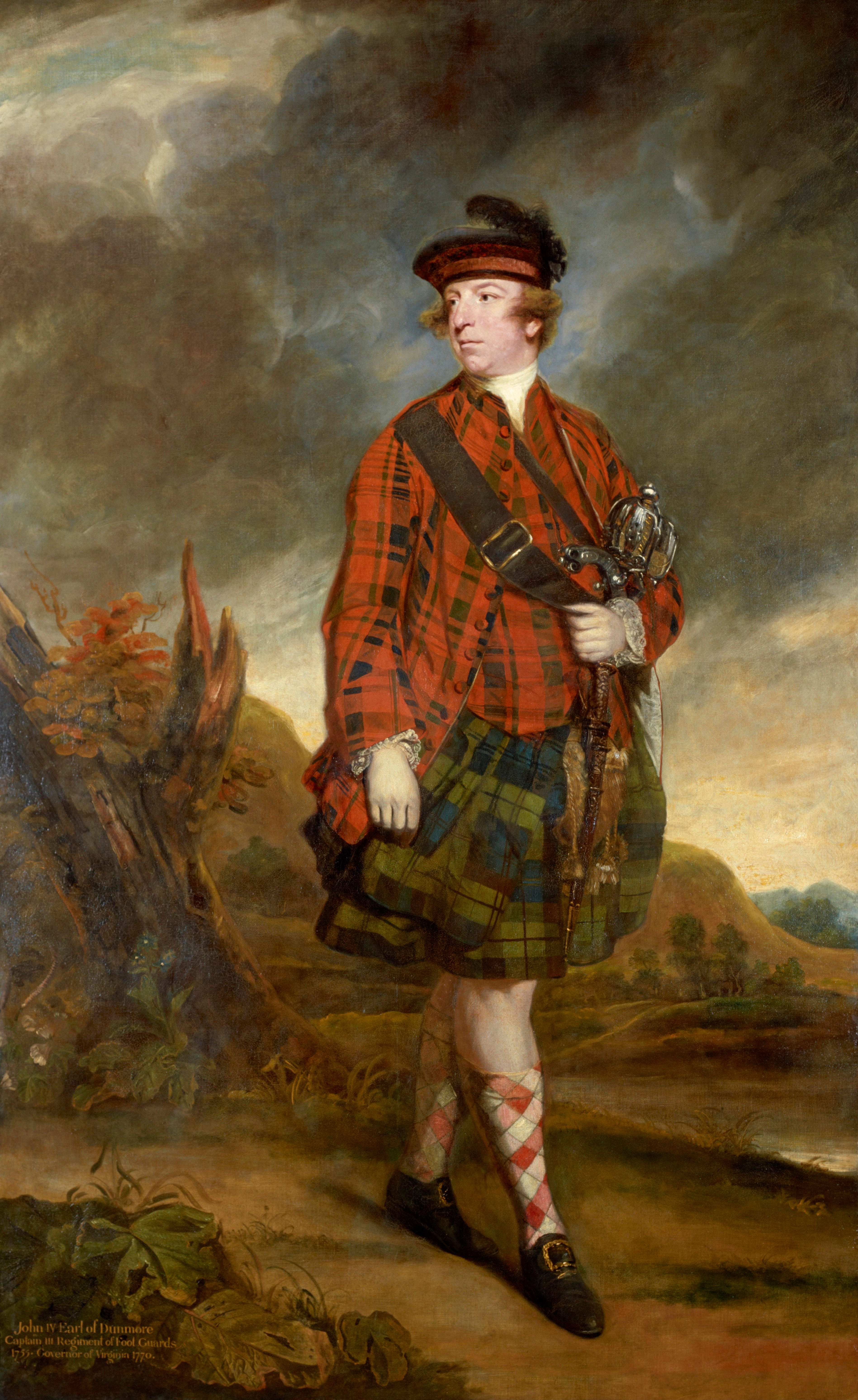
John Murray in un dipinto di Joshua Reynolds

Corbin non si trovava a casa, ma si era incontrato con Murray a Williamsburg. Carter Braxton, patriota e membro della House of Burgess, nonché genero di Corbin, consigliò a Henry di non entrare nella città; fu lui a farlo per negoziare un pagamento. Il giorno successivo, 4 maggio, Henry ricevette un titolo di credito da 330 dollari firmato da un ricco proprietario di una piantagione come pagamento per la polvere (egli rifiutò l'offerta di un pagamento da parte della Corona); quindi partì per prendere il suo posto come membro della delegazione virginiana al secondo congresso continentale, promettendo che avrebbe consegnato il denaro «ai delegati virginiani al congresso». Il 6 maggio Murray emise un proclama col quale Henry fu accusato di aver estorto i 330 dollari e vietò ai cittadini di aiutarlo in alcun modo. Diverse contee offrirono protezione a Henry, che fu scortato da varie compagnie miliziane fino al confine con il Maryland; egli era diretto verso Filadelfia.

## Conseguenze
L'incidente aumentò la reputazione di Henry e al contempo fece peggiorare quella di Murray. Sebbene la sua famiglia fosse tornata a Williamsburg il 12 maggio come dimostrazione di buona fede, i rapporti tra Murray e la House of Burgesses continuarono a deteriorarsi. L'8 giugno Murray e la sua famiglia fuggirono dal Palazzo del Governatore durante la notte e si stabilirono sulla Fowey. La House of Burgesses stava deliberando la "soluzione conciliante", una proposta del governo North che stava tentando di dividere le colonie, ma a seguito della notizia la rifiutò.
Murray continuò vigorosamente a tentare di riprendere il controllo della colonia, ma, dopo una sconfitta decisiva delle forze britanniche a Great Bridge, poté solo organizzare delle incursioni e in seguito abbandonò definitivamente la colonia nell'agosto del 1776. In Virginia venne instaurato un Comitato di sicurezza scelto dalla Terza convenzione della Virginia nel luglio del 1775. Patrick Henry divenne il primo governatore della Virginia indipendente nel luglio dell'anno seguente.